# Суматриптан
Суматриптан (торгові марки Imitrex і Treximet) — селективний агоніст 5НТ1-рецепторів, який використовують для лікування мігрені та кластерного головного болю. Його приймають перорально, інтраназально або підшкірно. Терапевтичний ефект зазвичай настає впродовж трьох годин.
Його основний ефект як агоніста серотонінового 5-HT1B/1D рецептора може спричинити поширені побічні ефекти, такі як тиск у грудній клітці, втома, блювання, поколювання та запаморочення. Серйозні побічні ефекти можуть включати серотоніновий синдром, інфаркти, інсульти та судоми. При надмірному вживанні можуть виникнути головні болі від надмірного вживання ліків. Незрозуміло, чи безпечно використовувати під час вагітності або годування грудьми. Механізм дії не зовсім вивчений, препарат входить до групи триптану.
Суматриптан був запатентований у 1982 році та схвалений для медичного використання в 1991 році. Він входить до переліку основних лікарських засобів ВООЗ. Він доступний як загальний препарат. У 2020 році це був 111-й лік, який найчастіше призначають у Сполучених Штатах, із понад 5 мільйонів рецептів. Він також доступний як комбінований продукт суматриптан/напроксен.

## Медичне використання
Суматриптан ефективний для припинення або полегшення інтенсивності мігрені та кластерного головного болю. Він найбільш ефективний, якщо приймати його незабаром після початку болю. Ін'єкційний суматриптан є більш ефективним, ніж інші форми.
Пероральний суматриптан також можна використовувати для лікування головного болю після пункції дуральної оболонки.

## Побічні ефекти
Передозування суматриптану може спричинити сульфгемоглобінемію, рідкісний стан, при якому колір крові змінюється з червоного на зелений внаслідок інтеграції сірки в молекулу гемоглобіну. Якщо зупинити вживати суматриптан, стан змінюється впродовж кількох тижнів.
Серйозні серцеві захворювання, в тому числі летальні, виникали після застосування суматриптану в ін'єкціях або таблетках. Повідомлялося про вазоспазм коронарних артерій, транзиторну ішемію міокарда, інфаркт міокарда, шлуночкову тахікардію та фібриляцію шлуночків.
Найпоширенішими побічними ефектами, про які повідомляли щонайменше 2 % пацієнтів у контрольованих дослідженнях суматриптану при мігрені, є нетипові відчуття (парестезії та відчуття тепла/холоду), про які повідомили 4 % у групі плацебо та 5–6 % у групах суматриптану, біль та інші відчуття стискання (включно з відчуттям болю у грудях), про які повідомляли 4 % у групі плацебо та 6–8 % у групах суматриптану, неврологічні симптоми (запаморочення), про які повідомляли менше 1 % у групі плацебо та менше 1–2 % у групах суматриптану. Нездужання/втома спостерігалися менш ніж у 1 % групи плацебо та у 2–3 % груп суматриптану. Порушення сну спостерігалося менш ніж у 1 % у групі плацебо до 2 % у групі суматриптану.

## Механізм дії
Суматриптан молекулярно подібний до серотоніну (5-HT) і є агоністом рецептора 5-HT (тип 5-HT 1D і 5-HT 1B). Основний терапевтичний ефект суматриптану пов'язаний з його інгібуванням вивільнення пептиду, пов'язаного з геном кальцитоніну (CGRP), ймовірно, через його дію 5-HT1D/1B агоніста рецептора. Це було підтверджено ефективністю нещодавно розроблених препаратів, спрямованих на CGRP, та антитіл, розроблених для профілактики мігрені. Як агонізм рецепторів 5-HT1D/1B пригнічує вивільнення CGRP, до кінця не зрозуміло — вважається, що CGRP викликає сенсибілізацію ноцицептивних нейронів трійчастого нерва, що сприяє виникненню болю при мігрені.
Показано також, що суматриптан знижує активність трійчастого нерва, що, ймовірно, пояснює ефективність суматриптану при лікуванні кластерних головних болів. Показано, що ін'єкційна форма препарату купірує кластерний головний біль протягом 30 хвилин у 77 % випадків.

## Фармакокінетика
Суматриптан випускається в декількох формах: таблетки, підшкірні ін'єкції, назальний спрей. Пероральний прийом (у вигляді сукцинатної солі) має низьку біодоступність, частково через пресистемний метаболізм — частина його розщеплюється в шлунку та крові, перш ніж досягне цільових артерій. Таблетована форма швидкого вивільнення з такою ж біодоступністю, але високою концентрацією може досягти терапевтичних ефектів у середньому на 10–15 хвилин раніше, ніж інші препарати для перорального застосування. При ін'єкційному введенні суматриптан діє швидше (зазвичай протягом 10 хвилин), але ефект триває коротше. Суматриптан метаболізується переважно моноаміноксидазою А до 2-{5-[(метилсульфамоїл)метил]і-ндол-3-іл}оцтової кислоти, яка потім кон'югується з глюкуроновою кислотою. Ці метаболіти виводяться із сечею та жовчю. Лише близько 3 % активного препарату може бути відновлено в незмінному вигляді.
Не має простого прямого зв'язку між концентрацією суматриптану (фармакокінетика) як такої в крові та його ефектом проти мігрені (фармакодинаміка). Цей парадокс певною мірою вдалося вирішити шляхом порівняння швидкості всмоктування різних композицій суматриптану, а не абсолютних кількостей препарату, які вони доставляють.

## Історія

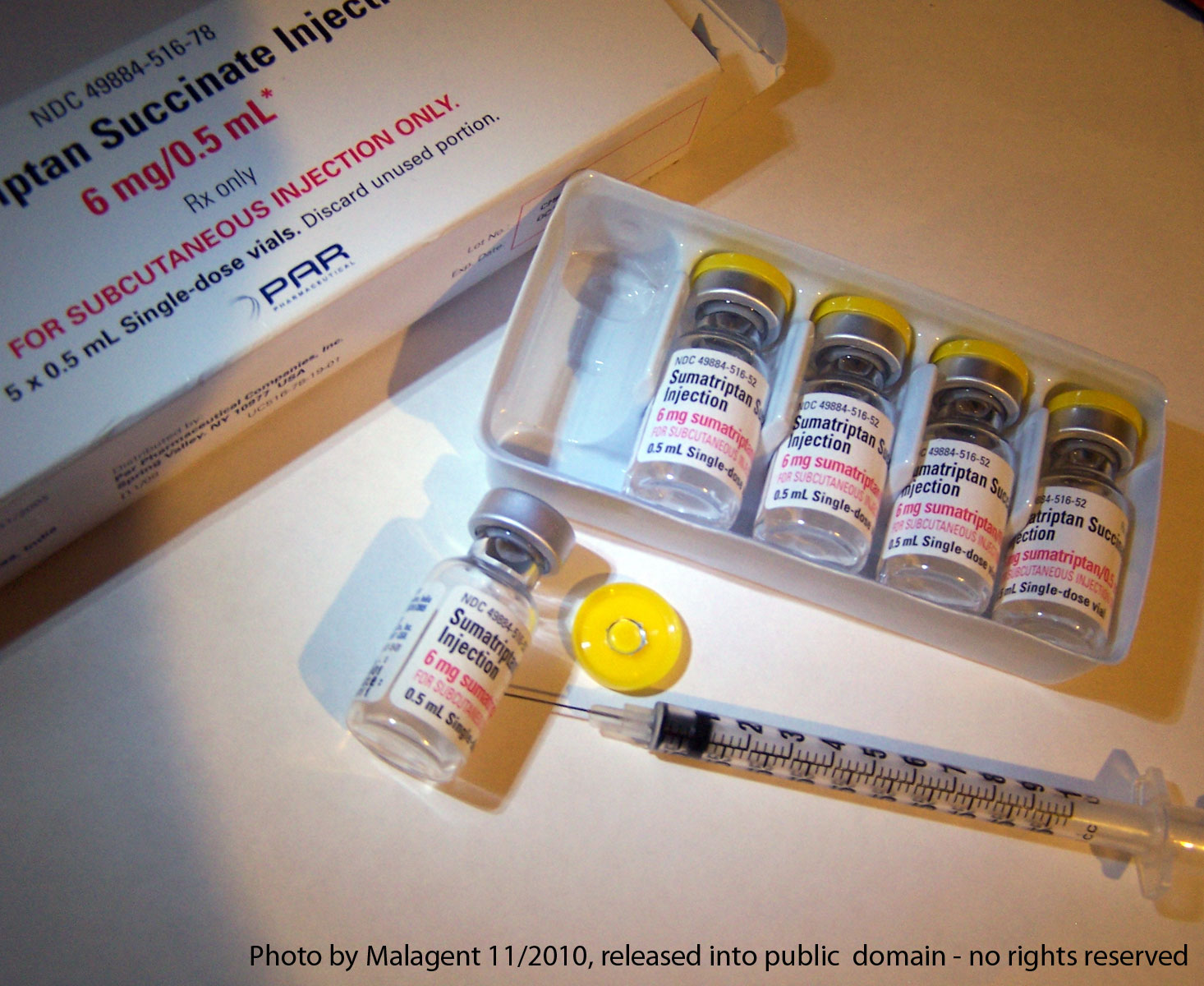
Суматриптан у флаконах

У 1991 році Glaxo отримала дозвіл на суматриптан, який був першим доступним триптаном.
У липні 2009 року FDA США схвалила одноразову форму суматриптану для струминних ін'єкцій. Апарат забезпечує підшкірну ін'єкцію суматриптану без використання голки. Раніше автоінжектори з голками були доступні в Європі та Північній Америці.
У липні 2008 року розпочалися дослідження III фази іонофоретичного трансдермального пластиру (Zelrix/Zecuity) Цей пластир використовує низьку напругу, контрольовану попередньо запрограмованим мікрочипом, для доставляння одноразової дози суматриптану через шкіру впродовж 30 хвилин. Zecuity був схвалений FDA США в січні 2013 року. Продажі Zecuity були припинені через повідомлення про опіки та подразнення шкіри.

## Суспільство і культура

### Правовий статус
У Сполучених Штатах він доступний лише за медичним рецептом. Він доступний без рецепта в багатьох штатах Австралії. Продукт вимагає маркування фармацевтом і доступний лише в упаковках по два без рецепта лікаря. Однак його можна придбати без рецепта у Великобританії та Швеції.

### Дженерики
Термін дії патентів Glaxo на суматриптан закінчився в лютому 2009 року. У той час Imitrex продавався приблизно за 25 доларів за таблетку. Потім Par Pharmaceutical представила загальні версії суматриптану для ін'єкцій (суматриптану сукцинату для ін'єкцій) 4- і 6-мг стартові набори та 4- і 6-мг заповнені шприци-картриджі, а також 6-мг флакони.
Mylan Laboratories Inc., Ranbaxy Laboratories, Sandoz (дочірня компанія Novartis), Dr. Reddy's Laboratories та інші компанії виробляють генеричні версії таблеток суматриптану в дозах 25, 50 і 100 мг. Загальні форми препарату доступні на ринках США та Європи після закінчення терміну дії патентного захисту Glaxo у відповідних країнах. Форма назального спрею суматриптану, відома як AVP-825, була розроблена Avanir і є загальнодоступною в деяких країнах.

### Суперечка
За даними Американського товариства головного болю, «пацієнти часто стверджують, що їм важко отримати призначені їм триптани». У США триптани коштують від 12 до 120 доларів за штуку, і понад 80 % планів медичного страхування США встановлюють обмеження на кількість таблеток, доступних пацієнту на місяць, що було названо «довільним і несправедливим».